# ادوهیگان
ادوهیگان یا ادوهیگان-ساکورا (به ژاپنی: 江戸彼岸 エドヒガン Edohigan) (نام علمی: Prunus pendula) یک نوع درخت ساکورای خودرو است. این درخت برگریز و ارتفاع آن بسیار بلند است. چون گل‌ها زودتر از برگ‌ها شکوفا می‌شوند از نظر زیبایی ممتاز است. یک هفته تا ۱۰ روز زودتر از سومی-یوشینو شکوفا می‌شود. به جز استان اوکیناوا و استان هوکایدو در تمامی ژاپن به‌طور گسترده وجود دارد و در اطراف معابد بسیار کاشته شده‌است.
طول عمر این درخت مانند یاما-زاکورا بسیار طولانی است. دو درخت ادوهیگان به نام‌های جیندای-زاکورا و اوسوزومی-زاکورا به عنوان گنجینه‌های طبیعی ژاپن ثبت شده‌اند.
جیندای-زاکورا در استان یاماناشی واقع شده و مسن‌ترین از این نوع درخت است. طول عمر آن به ۲۰۰۰ سال می‌رسد. همان‌طور اوسوزومی-زاکورا در استان گیفو در حدود ۱۵۰۰ سال عمر دارد.
- ارتفاع درخت: بین به ۱۵ تا ۲۵ متر
- تعداد گلبرگ: ۵ عدد
- رنگ: متفاوت از سفید تا صورتی پررنگ
- قطر گل: ۱٫۲ تا ۲٫۶ سانتیمتر
- زمان گل‌دهی:اواخر مارس تا اوایل آوریل
- محل نمونه: پارک شینجوکو گیوئن در توکیو[۱]

## نگارخانه

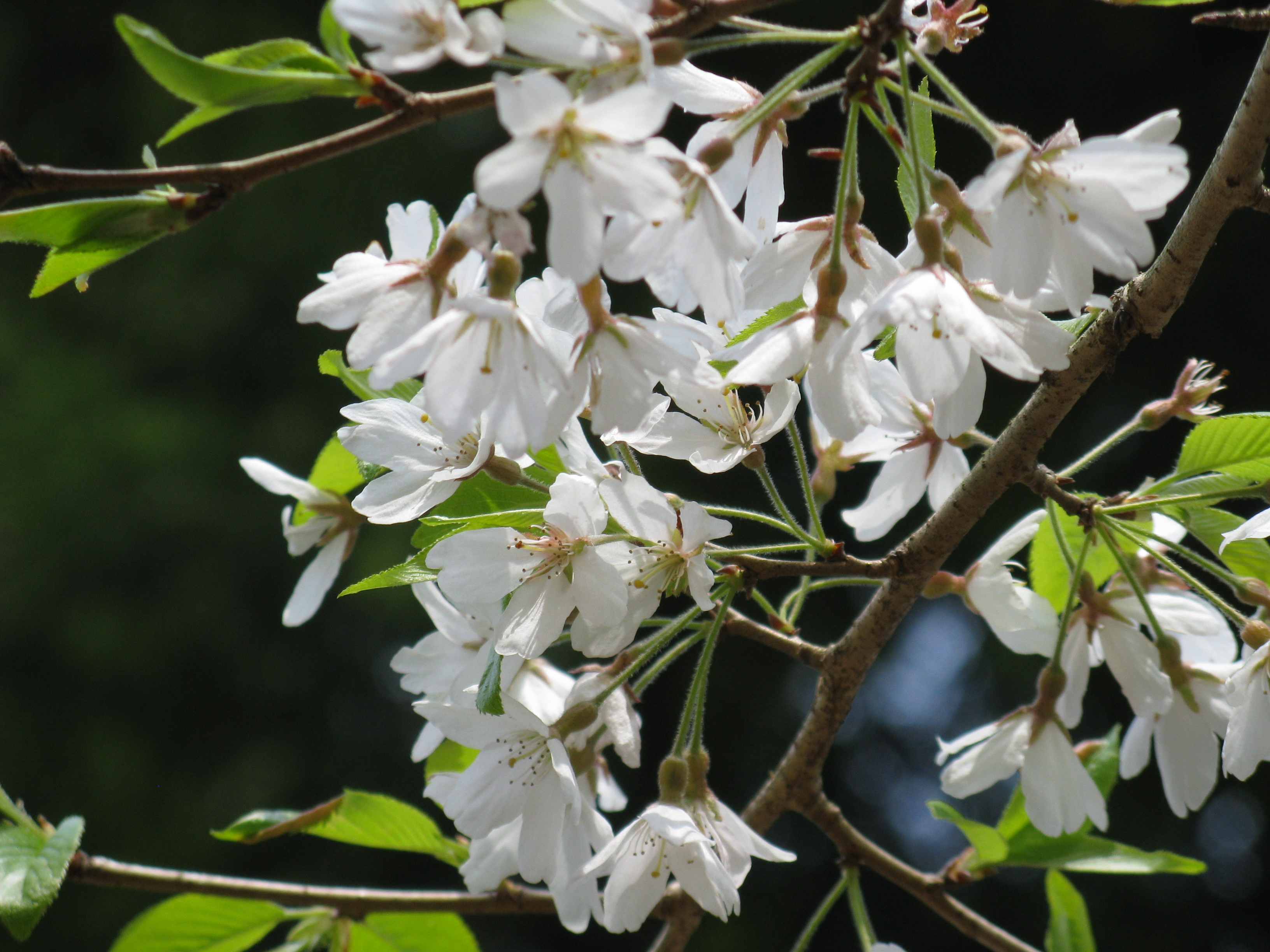
ادوهیگان
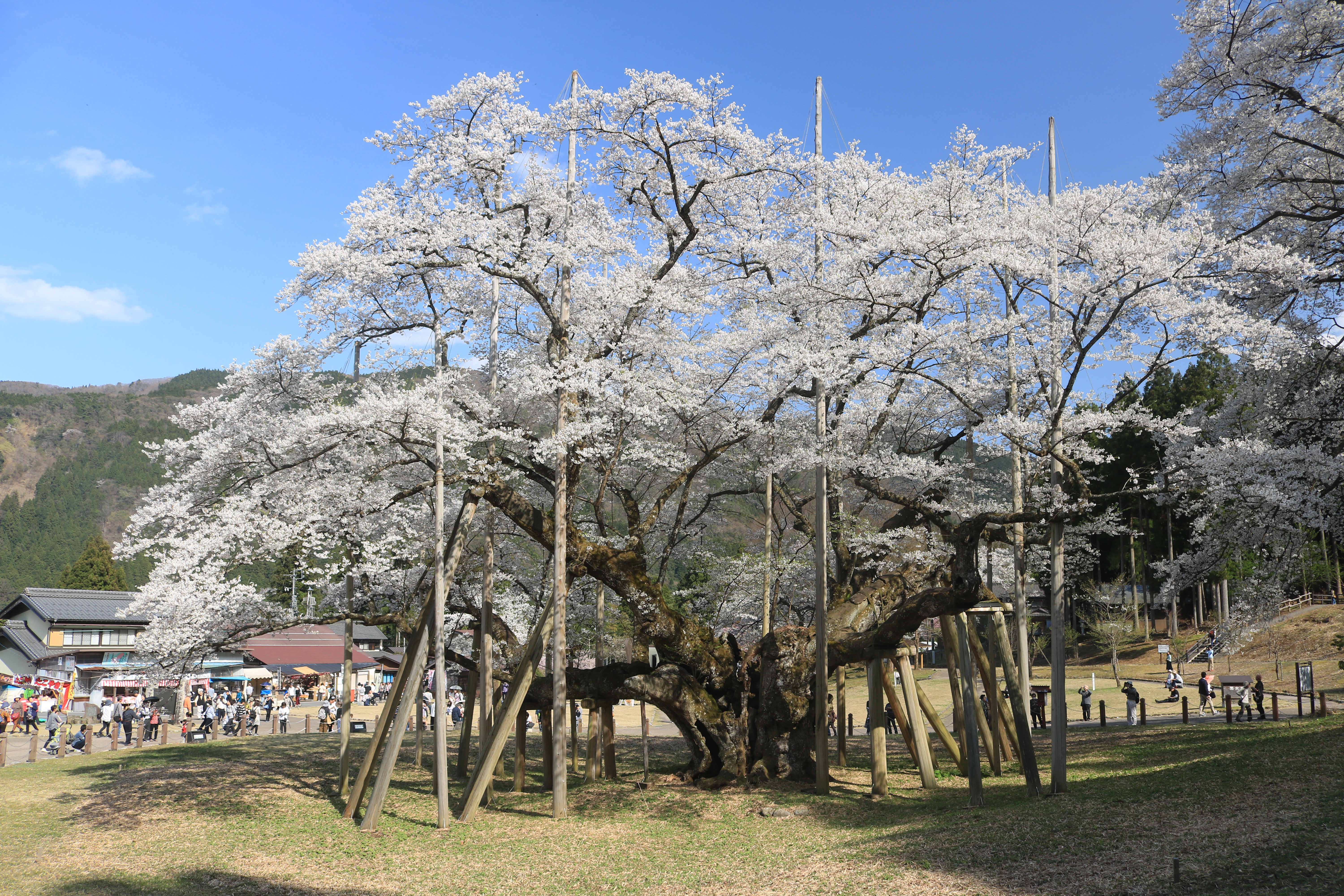
اوسوزومی-زاکورا